# Rosopsida
 Rosopsida  Batsch – klasa roślin okrytonasiennych wydzielona w systemie Reveala (wraz z czterema innymi) w miejsce dwuliściennych (po odkryciu ich parafiletycznego charakteru). W nowszych systemach (system APG I, APG II) klasy nie są wyróżniane, a rośliny okrytonasienne klasyfikowane są w systemie kladów uporządkowanych z użyciem rang rzędów i rodzin. Zgodnie z aktualną wiedzą taksony skupione przez Reveala w klasie Rosopsida są w istocie grupą niemal monofiletyczną i odpowiadają tzw. dwuliściennym właściwym (z wyjątkiem odrębnie przez Reveala sklasyfikowaną klasą Ranunculopsida odpowiadającą rzędowi Ranunculales w systemie APG II). Klasyfikacja taksonów niższego rzędu w klasyfikacji Reveala odbiega w wielu miejscach od bardziej aktualnych ujęć systematycznych prezentowanych w systemie APG II (zresztą współtworzonego przez Jamesa Reveala wchodzącego w skład Angiosperm Phylogeny Group). W 2007 roku Reveal opublikował wspólnie z Robertem F. Thorne nową wersję systemu okrytozalążkowych (system Thorne'a i Reveala), w którym klasa ta nie jest już wyróżniana.

## Systematyka Reveala 1997[4]
- Podklasa: Asteridae Takht., Sist. Filog. Cvetk. Rast.: 405 1967 - astrowe
  - Nadrząd: Asteranae Takht., Sist. Filog. Cvetk. Rast.: 451 1967 - astropodobne
    - Rząd: Asterales Lindl. 1833 - astrowce
    - Rząd: Calycerales Takht. ex Reveal,  Phytologia 79: 72 1996

  - Nadrząd: Campanulanae Takht. ex Reveal, Novon 2: 235 1992 - dzwonkopodobne
    - Rząd: Campanulales Rchb. f. 1828 - dzwonkowce
    - Rząd: Goodeniales Lindl., Nix. Pl.: 28 1833
    - Rząd: Menyanthales T. Yamaz. ex Takht., Divers. Classif. Fl. Pl.: 415 1997 - bobrkowce
    - Rząd: Stylidiales Takht. ex Reveal, Novon 2: 239 1992
- Podklasa: Caryophyllidae Takht., Sist. Filog. Cvetk. Rast.: 144 1967 - goździkowe
  - Nadrząd: Caryophyllanae Takht., Sist. Filog. Cvetk. Rast.: 144 1967 - goździkopodobne
    - Rząd: Caryophyllales Perleb 1826 - goździkowce

  - Nadrząd: Plumbaginanae Takht. ex Reveal, Novon 2: 236 1992 - ołownicopodobne   	
    - Rząd: Plumbaginales Lindl., Nix. Pl.: 20 1833 - ołownicowce

  - Nadrząd: Polygonanae Takht. ex Reveal, Novon 2: 236 1992 - rdestopodobne
    - Rząd: Polygonales Dumort., Anal. Fam. Pl.: 15 1829 - rdestowce
- Podklasa: Cornidae Frohne & U. Jensen ex Reveal, Phytologia 76: 4 1994 - dereniowe
  - Nadrząd: Aralianae Takht., Sist. Filog. Cvetk. Rast.: 357 1967 	   	
    - Rząd: Araliales Reveal, Phytologia 79: 72 1996 - araliowce
    - Rząd: Byblidales Nakai ex Reveal, Phytologia 74: 175 1993 -
    - Rząd: Pittosporales Lindl., Nix. Pl.: 10. 1833 -
    - Rząd: Torricelliales Takht. ex Reveal 1992

  - Nadrząd: Cornanae Thorne ex Reveal, Phytologia 79: 71 1996 - dereniopodobne
    - Rząd: Aralidiales Takht. ex Reveal, Novon 2: 238 1992
    - Rząd: Cornales Dumort., Anal. Fam. Pl.: 33 1829 - dereniowce
    - Rząd: Desfontainiales Takht., Divers. Classif. Fl. Pl.: 377 1997
    - Rząd: Garryales Lindl., Veg. Kingd.: 294 1846
    - Rząd: Hydrangeales Nakai, Chosakuronbun Mokuroku: 242 1943 - hortensjowce
    - Rząd: Roridulales Nakai, Chosakuronbun Mokuroku: 241 1943 -

  - Nadrząd: Dipsacanae Takht., Divers. Classif. Fl. Pl.: 396 1997
    - Rząd: Dipsacales Dumort., Anal. Fam. Pl.: 29 1829 - szczeciowce

  - Nadrząd: Eucommianae Takht. ex Reveal, Phytologia 74: 179 1993 - eukomiopodobne
    - Rząd: Eucommiales Nemejc ex Cronquist, Integr. Syst. Class. Fl. Pl.: 182 1981 - eukomiowce
- Podklasa: Dilleniidae Takht. ex Reveal & Tahkt. 1993 - ukęślowe
  - Nadrząd: Capparanae Reveal, Phytologia 76: 3 1994 	   	
    - Rząd: Batales Engl., Syllabus, ed. 5: 111 1907 -
    - Rząd: Capparales Hutch., Bull. Misc. Inform. 1924 1924 - kaparowce
    - Rząd: Gyrostemonales Takht., Divers. Classif. Fl. Pl.: 123 1997 -
    - Rząd: Moringales Nakai, Chosakuronbun Mokuroku: 240.20 1943 -

  - Nadrząd: Cucurbitanae Reveal, Phytologia 76: 4 1994 - dyniowcopodopne
    - Rząd: Begoniales Dumort., Anal. Fam. Pl.: 13 1829 - begoniowce, ukośnicowce
    - Rząd: Cucurbitales Dumort., Anal. Fam. Pl.: 28 1829 - dyniowce

  - Nadrząd: Dillenianae Takht., Sist. Filog. Cvetk. Rast.: 168 1967 - ukęślopodobne
    - Rząd: Dilleniales Hutch., Bull. Misc. Inform. 1924: 126 1924 - ukęślowce

  - Nadrząd: Ericanae Takht., Sist. Filog. Cvetk. Rast.: 221 1967 - wrzosopodobne
    - Rząd: Actinidiales Takht. ex Reveal, Phytologia 74: 174 1993 - aktinidiowce
    - Rząd: Bruniales Dumort., Anal. Fam. Pl.: 33 1829
    - Rząd: Diapensiales Engl.& Gilg, Engler's Syllabus, ed. 9-10: 314 1924
    - Rząd: Ericales Dumort., Anal. Fam. Pl.: 28 1829 - wrzosowce
    - Rząd: Fouquieriales Takht.ex Reveal, Novon 2: 238 1992
    - Rząd: Geissolomatales Takht.ex Reveal, Novon 2: 238 1992

  - Nadrząd: Euphorbianae Takht.ex Reveal, Novon 2: 236 1992 - wilczomleczopodobne
    - Rząd: Euphorbiales Lindl., Nix. Pl.: 13 1833 - wilczomleczowce

  - Nadrząd: Lecythidanae Takht. ex Reveal, Novon 2: 236 1992
    - Rząd: Lecythidales Cronquist, Bull. Jard. Bot. Bruxelles 27: 23 1957

  - Nadrząd: Malvanae Takht., Sist. Filog. Cvetk. Rast.: 242 1967 - ślazopodobne
    - Rząd: Cistales Rchb., Bot. Damen: 496 1828 - posłonkowce
    - Rząd: Malvales Dumort., Anal. Fam. Pl.: 43 1829 - ślazowce
    - Rząd: Thymelaeales Willk., Anleit. Stud. Bot. 2: 235 1854 - wawrzynkowce

  - Nadrząd: Nepenthanae Takht. ex Reveal, Phytologia 79: 71 1996 - dzbanecznikowcopodobne
    - Rząd: Droserales Griseb., Grundr. Syst. Bot.: 75 1854 - rosiczkowce
    - Rząd: Nepenthales Dumort., Anal. Fam. Pl.: 14 1829 - dzbanecznikowce

  - Nadrząd: Primulanae R. Dahlgren ex Reveal, Phytologia 79: 71 1996 - pierwiosnkowcopodobne
    - Rząd: Primulales Dumort., Anal.Fam.Pl.:29 1829 - pierwiosnkowce
    - Rząd: Styracales Bisch., Lehrb.Bot.2(2):655 1839 - styrakowce

  - Nadrząd: Sarracenianae Thorne ex Reveal, Phytologia 79:71 1996
    - Rząd: Sarraceniales Bromhead, Edinburgh New Philos.J.24:417 1838 - kapturnicowce

  - Nadrząd: Theanae R. Dahlgren ex Reveal, Phytologia 74:179 1993 - kameliopodobne
    - Rząd: Ancistrocladales Takht. ex Reveal, Novon 2:238 1992
    - Rząd: Dioncophyllales Takht. ex Reveal, Phytologia 74: 174 1993
    - Rząd: Elatinales Nakai, J. Jap. Bot. 24: 13 1949 - nadwodnikowce
    - Rząd: Ochnales Hutch. ex Reveal, Novon 2: 239 1992
    - Rząd: Paracryphiales Takht. ex Reveal, Novon 2: 239 1992
    - Rząd: Physenales Takht., Divers. Classif. Fl. Pl.: 168 1997
    - Rząd: Theales Lindl., Nix. Pl.: 12 1833 - herbatowce, kameliowce

  - Nadrząd: Urticanae Takht. ex Reveal, Novon 2: 237 1992 - pokrzywopodobne
    - Rząd: Urticales Dumort., Anal. Fam. Pl.: 15 1829 - pokrzywowce

  - Nadrząd: Violanae R. Dahlgren ex Reveal, Novon 2: 237 1992 - fiołkopodobne
    - Rząd: Caricales L.D. Benson, Pl. Classif.: 648 1957 - melonowce
    - Rząd: Elaeocarpales Takht., Divers. Classif. Fl. Pl.: 226 1997
    - Rząd: Passiflorales Dumort., Anal. Fam. Pl.: 37 1829 - męczenninowce
    - Rząd: Salicales Lindl., Nix. Pl.: 17 1833 - wierzbowce
    - Rząd: Tamaricales Hutch., Bull. Misc. Inform. 1924: 127 1924 - tamaryszkowce
    - Rząd: Violales Perleb, Lehrb. Naturgesch. Pflanzenr.: 316.  1826 - fiołkowce
- Podklasa: Hamamelididae Takht. 1967 - oczarowe, kotkowe
  - Nadrząd: Casuarinanae Takht. ex Reveal & Doweld 1999 	   	
    - Rząd: Casuarinales Lindl., Nix. Pl.: 167 1833 - kazuarynowce

  - Nadrząd: Daphniphyllanae Takht., Divers. Classif. Fl. Pl.: 140 1997 	   	
    - Rząd: Balanopales Engl. in Engl. & Prantl, Nat. Pflanzenfam. Nachtr.: 345 1897
    - Rząd: Barbeyales Takht. & Reveal, Phytologia 74: 172 1993
    - Rząd: Buxales Takht. ex Reveal, Phytologia 79: 72 1996 - bukszpanowce
    - Rząd: Daphniphyllales Pulle ex Cronquist, Integr. Syst. Class. Fl. Pl.: 178 1981
    - Rząd: Didymelales Takht., Sist. Filog. Cvetk. Rast.: 118 1967
    - Rząd: Simmondsiales Reveal, Novon 2: 239 1992

  - Nadrząd: Hamamelidanae Takht., Sist. Filog. Cvetk. Rast.: 113 1967
    - Rząd: Hamamelidales Griseb., Grundr. Syst. Bot.: 127 1854 - oczarowce

  - Nadrząd: Juglandanae Takht. ex Reveal, Novon 2: 236 1992 - orzechopodobne 	   	
    - Rząd: Corylales Dumort., Anal. Fam. Pl.: 11 1829 - leszczynowce
    - Rząd: Fagales Engl. 1892 - bukowce
    - Rząd: Juglandales Dumort., Anal. Fam. Pl.: 11 1829 - orzechowce
    - Rząd: Myricales Engl. in Engl. & Prantl, Nat. Pflanzenfam. Nachtr. 345 1897 -muszkatołowce, woskownicowce
    - Rząd: Rhoipteleales Novák ex Reveal, Novon 2: 239 1992

  - Nadrząd: Myrothamnanae Takht., Divers. Classif. Fl. Pl. 134 1997
    - Rząd: Myrothamnales Nakai ex Reveal, Phytologia 74: 176 1993

  - Nadrząd: Trochodendranae Takht. ex Reveal, Phytologia 79: 71 1996
    - Rząd: Cercidiphyllales Hu ex Reveal, Phytologia 74: 174 1993 - grujecznikowce
    - Rząd: Eupteleales Hu ex Reveal, Phytologia 74: 174 1993
    - Rząd: Trochodendrales Takht. ex Cronquist, Integr.Syst. Class. Fl. Pl.: 157 1981
- Podklasa: Lamiidae Takht. ex Reveal, Phytologia 74: 178 1993 - jasnotowe
  - Nadrząd: Gentiananae Thorne ex Reveal,  Novon 2: 236 1992 - goryczkopodobne
    - Rząd: Apocynales Bromhead  1838 - toinowce
    - Rząd: Gentianales Lindl., Nix. Pl.: 19 1833 - goryczkowce
    - Rząd: Rubiales Dumort., Anal. Fam. Pl.: 29 1829 - marzanowce

  - Nadrząd: Lamianae Takht., Sist. Filog. Cvetk. Rast.: 405 1967 - jasnotopodobne
    - Rząd: Hippuridales Thomé, Lehrb. Bot., ed. 4: 254,256 1874 - przęstkowce
    - Rząd: Hydrostachyales Diels ex Reveal, Phytologia 74: 174 1993
    - Rząd: Lamiales Bromhead, Mag. Nat. Hist., ser. 2,2: 210 1838 - jasnotowce, wargowce

  - Nadrząd: Loasanae R. Dahlgren ex Reveal, Phytologia 79: 71 1996
    - Rząd: Loasales Bessey, Nebraska Univ. Stud. 7: 351 1907

  - Nadrząd: Oleanae Takht.,  Divers. Classif. Fl. Pl.:449 1997
    - Rząd : Oleales Lindl.,  Nix. Pl.: 19 1833 - oliwkowce

  - Nadrząd: Solananae R. Dahlgren ex Reveal, Novon :236 1992  	
    - Rząd: Solanales Dumort., Anal. Fam. Pl.: 20 1829 - psiankowce
- Podklasa: Rosidae Takht., Sist. Filog. Cvetk. Rast.: 264 1967 - różowe
  - Nadrząd: Celastranae Takht., Sist. Filog. Cvetk. Rast.: 371 1967 - dławiszopodobne
    - Rząd: Aquifoliales Senft, Lehrb. Forstl. Bot. 2: 118 1856 - ostrokrzewowce
    - Rząd: Brexiales Lindl., Nix. Pl.: 18 1833
    - Rząd: Celastrales Baskerville, Aff. Pl.: 104 1839 - dławiszowce
    - Rząd: Corynocarpales Takht., Divers. Classif. Fl. Pl.: 340 1997
    - Rząd: Parnassiales Nakai, Chosakuronbun Mokuroku: 243 1943
    - Rząd: Salvadorales R. Dahlgren ex Reveal, Phytologia 74: 174 1993

  - Nadrząd: Fabanae R. Dahlgren ex Reveal, Phytologia 74: 179 1993 - strączkowe, bobowe
    - Rząd: Fabales Bromhead, Edinburgh New Philos. J. 25: 126 1838 - bobowce

  - Nadrząd: Geranianae Thorne ex Reveal, Novon 2: 236 1992
    - Rząd: Balsaminales Lindl., Nix. Pl.: 14 1833 - niecierpkowce
    - Rząd: Geraniales Dumort., Anal. Fam. Pl.: 42 1829 - bodziszkowce
    - Rząd: Linales Baskerville, Aff. Pl.: 107 1839 - lnowce
    - Rząd: Polygalales Dumort., Anal. Fam. Pl.: 20 1829 - krzyżownicowce
    - Rząd: Vochysiales Dumort., Anal. Fam. Pl.: 37 1829

  - Nadrząd: Myrtanae Takht., Sist. Filog. Cvetk. Rast.: 295 1967 - mirtopodobne
    - Rząd: Myrtales Rchb., Bot. Damen: 475 1828 - mirtowce

  - Nadrząd: Podostemanae R. Dahlgren ex Reveal, Novon 2: 236 1992 -
    - Rząd: Gunnerales Takht. ex Reveal, Novon 2: 239 1992 -
    - Rząd: Haloragales Bromhead, Edinburgh New Philos. J. 24: 410 1838
    - Rząd: Podostemales Lindl., Nix. Pl.: 17 1833 - zasennikowce

  - Nadrząd: Proteanae Takht., Sist. Filog. Cvetk. Rast.: 401 1967 - srebrnikopodobne
    - Rząd: Proteales Dumort., Anal. Fam. Pl.: 15 1829 - srebrnikowce

  - Nadrząd: Rhamnanae Takht. ex Reveal, Novon 2: 236 1992 - szakłakopodobne
    - Rząd: Elaeagnales Bromhead, Edinburgh New Philos. J. 25: 127 1838 - oliwnikowce
    - Rząd: Rhamnales Dumort., Anal. Fam. Pl.: 37 1829 - szakłakowce

  - Nadrząd: Rhizophoranae Takht. ex Reveal & Doweld 1999
    - Rząd: Rhizophorales Tiegh. ex Reveal, Phytologia 74: 176 1993 - namorzyńcowce, korzeniarowce

  - Nadrząd: Rosanae Takht., Sist. Filog. Cvetk. Rast.: 264 1967 - różopodobne
    - Rząd: Rosales Perleb 1826 - różowce

  - Nadrząd: Rutanae Takht., Sist. Filog. Cvetk. Rast.: 311 1967 - rutopodobne
    - Rząd: Burserales Baskerville, Aff. Pl.: 102 1839
    - Rząd: Connarales Takht. ex Reveal, Phytologia 79: 72 1996 -
    - Rząd: Coriariales Lindl., Nix. Pl.: 13 1833 -
    - Rząd: Limnanthales Nakai, Hisi-Shokubutsu: 65 1930
    - Rząd: Rutales Perleb, Lehrb. Naturgesch. Pflanzenr.: 324 1826 - rutowce
    - Rząd: Sabiales Takht., Divers. Classif. Fl. Pl.: 304 1997 -
    - Rząd: Sapindales Dumort., Anal. Fam. Pl.: 43 1829 - mydleńcowce
    - Rząd: Tropaeolales Takht. ex Reveal, Novon 2: 239 1992 - nasturcjowce

  - Nadrząd: Santalanae Thorne ex Reveal, Novon 2: 236 1992
    - Rząd: Medusandrales Brenan, Kew Bull. 7: 228 1952 -
    - Rząd: Santalales Dumort., Anal. Fam. Pl.: 13 1829 - sandałowce

  - Nadrząd: Saxifraganae Reveal, Phytologia 76: 4 1994
    - Rząd: Cephalotales Nakai, Chosakuronbun Mokuroku: 237 1943
    - Rząd: Crossosomatales Takht. ex Reveal, Phytologia 74: 174 1993
    - Rząd: Cunoniales Hutch., Bull. Misc. Inform. 1924: 130 1924
    - Rząd: Francoales Takht., Divers. Classif. Fl. Pl.: 266 1997
    - Rząd: Greyiales Takht., Divers. Classif. Fl. Pl.: 265 1997
    - Rząd: Saxifragales Dumort., Anal. Fam. Pl.: 35 1829 - skalnicowce

  - Nadrząd: Vitanae Takht. ex Reveal, Novon 2: 237 1992 - winoroślopodobne
    - Rząd: Vitales Reveal, Phytologia 79: 72 1996 - winoroślowce